# Ivan Pokos
Ivan Pokos (* 1. August 1975 in Berlin) ist ein kroatischer Skeletonfahrer und Rennfahrer.
Ivan Pokos betreibt seit 2002 Skeleton und gehört seitdem auch dem kroatischen Nationalkader an. Er lebt in Zagreb und wird von Alex Szelig trainiert. Sein erstes internationales Rennen bestritt Pokos im Dezember 2002 im Rahmen des Skeleton-Europacups und wurde 30. in Winterberg. Schon im Februar 2003 startete er bei seiner ersten Skeleton-Weltmeisterschaft in Nagano und belegte den 24. Platz. Ein Jahr später wurde Pokos in Königssee 30. Im November 2005 konnte der Kroate in Calgary sein Debüt im Skeleton-Weltcup (38.) geben. Die Qualifikation für die Olympischen Spiele 2006 in Turin verpasste er bei der internen kroatischen Qualifikation gegen Nicolai Nimac. Im Dezember des Jahres erreichte er als Elfter in Königssee sein bislang bestes Europacup-Ergebnis. Die nächsten Großereignisse, an denen Pokos teilnahm, waren die Skeleton-Weltmeisterschaft 2007 in St. Moritz, wo er Platz 27 erreichte, und die Skeleton-Europameisterschaft 2007 in Königssee mit Rang 20. Das beste Weltcupergebnis erreichte der Kroate 2008 als 24. in St. Moritz. In der Saison trat er auch im neu geschaffenen Skeleton-Intercontinentalcup an und erreichte sein bestes Ergebnis, Platz 14, erneut auf der Bahn von Königssee.